# Nazaire de Milan
Pour les articles homonymes, voir Saint Nazaire, Nazaire et Saint-Nazaire (homonymie).
Nazaire de Milan ou saint Nazaire est né à Rome au premier siècle de l’ère chrétienne. Son père était un haut fonctionnaire de l’administration de l’armée romaine d'origine africaine ; sa mère — que l’Église considère comme sainte appelée « sainte Perpétue »  — était une romaine disciple de saint Pierre. Le nom Nazaire a une étymologie hébraïque, nazîr signifiant « consacré ».  
Exécuté sous le règne de Néron vers 56 ou en 64 durant la persécution, il est reconnu comme un saint chrétien, fêté le 28 juillet par l'Église catholique avec Celse, et le 14 octobre par l'Église orthodoxe avec Celse, Gervais et Protais

## Hagiographie
Après avoir été baptisé par le futur pape Lin selon le souhait de sa mère, Nazaire développa sa foi chrétienne au point d'abandonner ses biens et d’aller prêcher l’Évangile en Gaule. Quand il arriva à Cemenelum, cité gallo-romaine de la province des Alpes maritimes, aujourd'hui Cimiez, quartier résidentiel de la ville de Nice, il rencontra une chrétienne qui lui confia son fils de neuf ans pour qu’il devienne son disciple. Dès lors, ils ne se sépareront plus.  
Mais le zèle apostolique de Nazaire va indisposer le gouverneur de Cimiez, qui les fit jeter tous deux en prison, et ils auraient sans doute payé de leur vie sans l’intervention de sa femme. Chassés de la ville, Nazaire a repris son bâton de prêcheur et c'est avec son nouveau compagnon qu'il continua sa route. L’enfant Celse suivit le fervent chrétien apprenant de lui à chaque village alpin rencontré, et ils bravèrent ensemble rigueur du climat et altitude. L’enthousiasme à propager la foi le gagna et ils atteignirent Embrun, où Nazaire établit une première communauté de chrétiens. Puis ils continuèrent ainsi sans doute en longeant l’Isère par la vallée du Grésivaudan jusqu’à Genève, poursuivant jusqu’à Autun et même jusqu'à Trèves, siège du prétoire de la Gaule Belgique, dont les habitants connaissaient fort peu Jésus-Christ. 
La prédication et l'établissement d'un oratoire par Nazaire vont lui attirer les foudres de Cornélius, le gouverneur de la ville, qui prit la décision de l’emprisonner. Celse le suivit très ému, ne voulant ni rester seul ni l’abandonner, et il partagea sa captivité. Au bout de quelques jours, le préfet ordonna qu'ils soient sommés de renier leur foi et après divers procédés et quelques sévices, voyant qu’ils restaient paisibles et résolus, Nazaire étant même rayonnant, ils furent condamnés à la déportation par ordre de Néron qui demanda qu’ils soient jetés en mer Tyrrhénienne. 

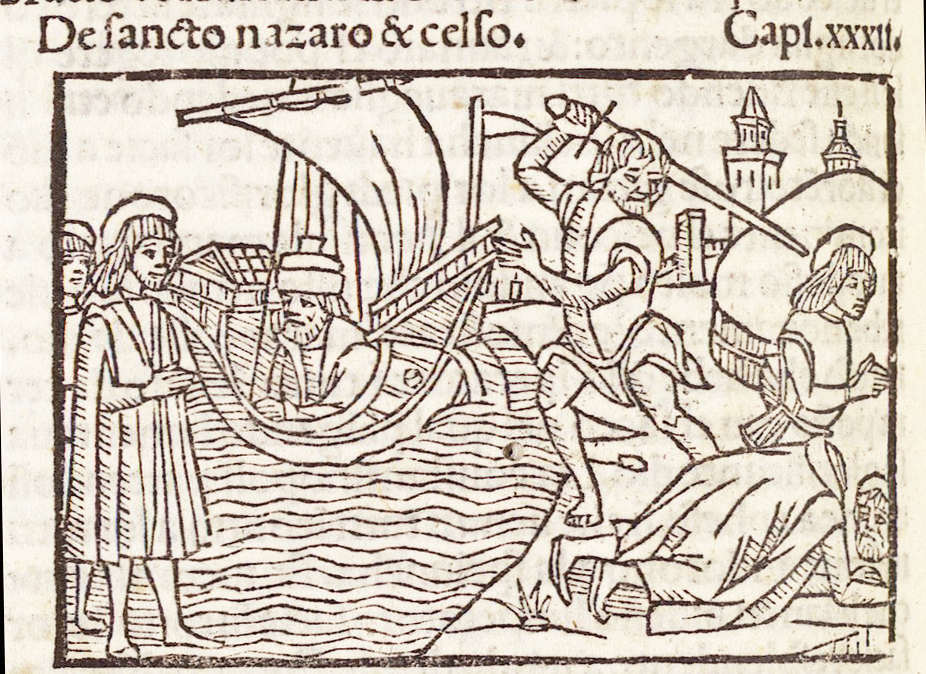
Nazaire et Celse dans La Légende dorée (1497).

Arrivés au large de la ville de Civitavecchia, les gardes les précipitèrent par-dessus bord mais au même moment un vent aussi impressionnant qu’inattendu menaça gravement de faire chavirer leur embarcation. Voyant les condamnés s’en sortir aisément et revenir vers eux au moment où le vent se calmait, ils furent enclins à se convertir. Il n’était plus question de s’en remettre aux autorités romaines. Le petit groupe continua sa navigation en remontant vers le Nord. 
Un jour, Nazaire aperçut de loin un temple sur une colline, et il ressentit l’intuition qu’il devait s’y rendre. Après avoir renversé avec Celse les statues païennes du lieu consacré au dieu des morts Hadès, ils  commencèrent à prêcher au village voisin d’Albaro qui est aujourd’hui un quartier résidentiel de la ville de Gênes. Bon nombre de baptêmes suivirent sans représailles, et le village devint l’un des tout premiers d’Italie à célébrer des messes. Puis d'Albaro, ils continuèrent leur apostolat à Gênes.    
Porté par un tel succès, c’est tout naturellement que Nazaire eut le souhait de rejoindre Milan. Malheureusement à cette époque, elle était gouvernée par le préfet Anolin qui se montrait plutôt intraitable avec les chrétiens. Ayant appris que Nazaire et Celse ne cessaient de prêcher, il les fit emprisonner, les jugea rapidement et les tourmenta, condamnant l’un et l’autre à être décapités. 
À la fin du premier siècle, en mémoire des saints martyrs, les chrétiens d’Albaro érigèrent une chapelle non loin du temple romain où ils avaient débarqué. Une église, plusieurs fois rebâtie, subsista jusqu’en 1912.

## Les reliques, invention et vénération

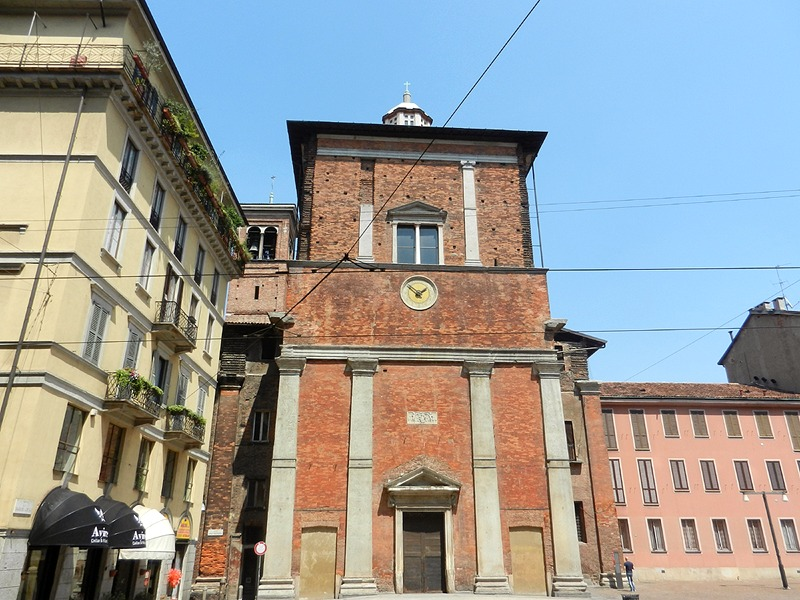
La basilique San-Nazaro in Brolo à Milan.

En 395, Ambroise de Milan, évêque de la ville, aurait eu la révélation du lieu où les deux saints avaient été inhumés : c’était dans un jardin hors de la cité. Les corps auraient été exhumés et retrouvés parfaitement conservés.  Ambroise aurait transporté celui de Nazaire dans la basilique qu'il dédia aux apôtres (basilica Apostolicum) autrement baptisée basilique Saint-Nazaire de Brolo. C'est Paulin de Nole qui le raconte dans sa Vita Ambrosii. Le pape Damase Ier envoya un coffret en argent à l’évêque Ambroise pour y mettre les reliques des apôtres. 

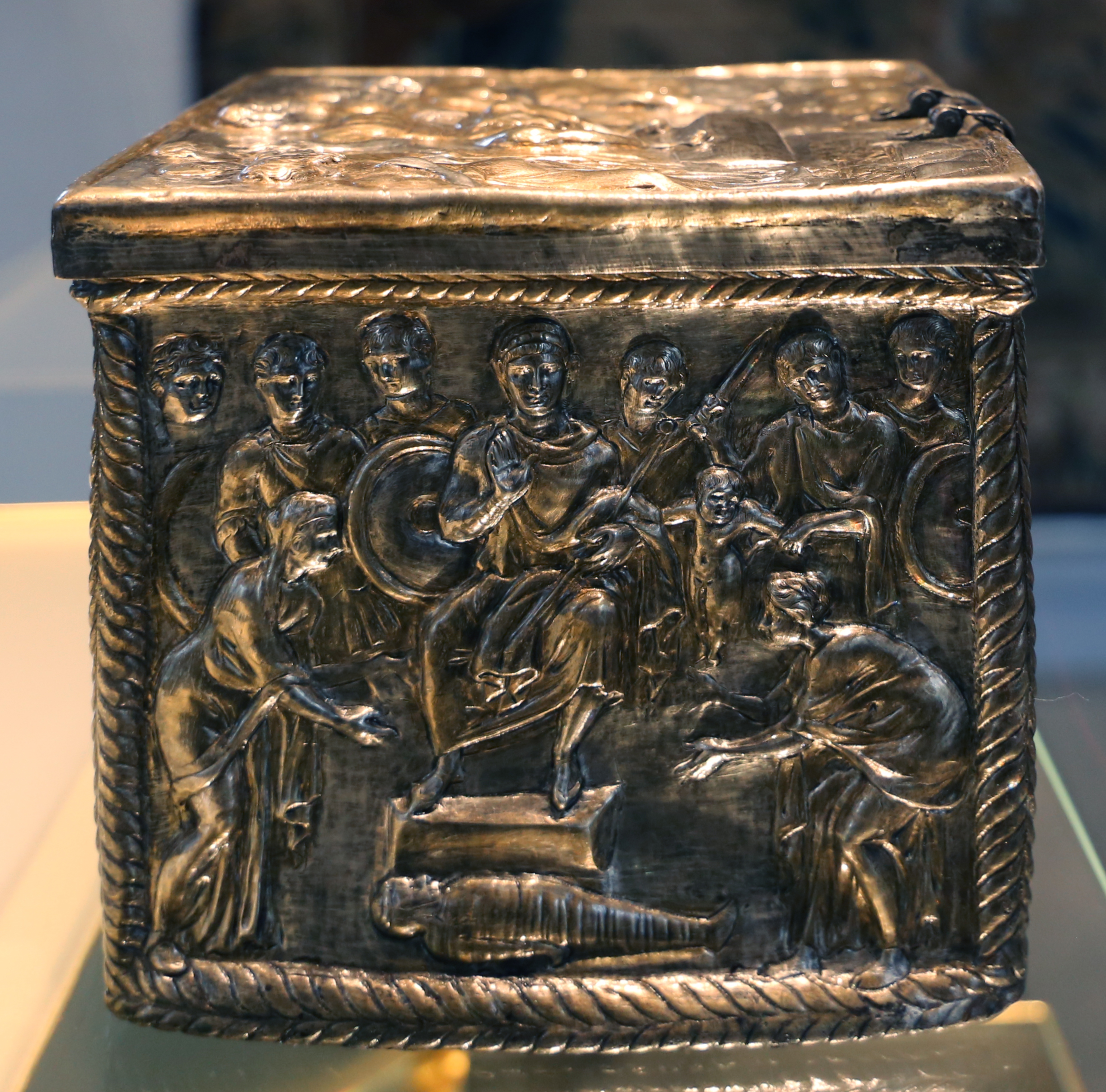
Le coffret en argent de saint Nazaire, musée diocésain de Milan.

Venerio, Marolo, Glicerio et Lazarro , quatre des cinq évêques de Milan de la première moitié du Ve siècle se sont fait ensevelir dans la basilique à proximité du corps de Nazaire installé dans un sarcophage sous le maître-autel. Dans la continuité, des reliques furent envoyées à diverses églises d'abord dans plusieurs villes d’Italie y compris en Sardaigne à des évêques d’origine nord-africaine, puis à Constantinople, et en France, notamment à Carcassonne et à l'abbaye de Lorsch. Pourtant, ce n'est qu'à partir du IXe siècle que son nom se diffusera pour se confirmer dans le courant du XIe siècle à l'instauration de la fête des deux martyrs milanais. 
En 1579, Charles Borromée procéda à une élévation des reliques et découvrit le coffret en argent du pape Damase et quatre cassettes en plomb abritant les ossements des évêques. Puis il reposa le tout dans le sarcophage. En 1894, les reliques de saint Nazaire furent déposées dans une nouvelle châsse, un fac-similé du précédent coffret, qui, lui, est désormais exposé au musée diocésain de Milan depuis 2007.

## Musique
- Celse martyr, tragédie lyrique, ou "tragédie biblique" en cinq actes, sur un texte du père Bretonneau, musique de Marc-Antoine Charpentier 1687 (perdu)